# Torneo de Monterrey 2016
El Monterrey Open 2016 es un torneo de tenis femenino jugado en cancha duras al aire libre. Esta es la 8.ª edición del Abierto de Monterrey, un torneo internacional. Se está llevando a cabo en el Club Sonoma en Monterrey, México, del 29 de febrero al 6 de marzo.

## Cabezas de serie

### Individual
| Tenista                   | Ranking | Preclasificada |
| Sara Errani               | 17      | 1              |
| Caroline Wozniacki        | 22      | 2              |
| Anastasiya Pavliuchenkova | 25      | 3              |
| Johanna Konta             | 26      | 4              |
| Caroline Garcia           | 33      | 5              |
| Alison Van Uytvanck       | 44      | 6              |
| Danka Kovinić             | 46      | 7              |
| Tímea Babos               | 48      | 8              |

- Ranking del 22 de febrero de 2016

### Dobles
| Tenista                             | Ranking | Preclasificada |
| Anabel Medina Arantxa Parra         | 70      | 1              |
| Anastasia Rodionova Alicja Rosolska | 85      | 2              |
| Kiki Bertens Johanna Larsson        | 107     | 3              |
| María Irigoyen Paula Kania          | 131     | 4              |

## Campeonas

### Individuales femeninos
Heather Watson venció a  Kirsten Flipkens por 3-6, 6-2, 6-3

### Dobles femenino
Anabel Medina /  Arantxa Parra vencieron a  Petra Martić /  María Sánchez por 4-6, 7-5, [10-7]